# Marcos Pollon
Marcos Sborowski Pollon (Dourados, 19 de janeiro de 1981) é um advogado, ativista, youtuber, influenciador digital e político brasileiro, atualmente filiado ao Partido Liberal (PL). Nas eleições de 2022, em sua primeira candidatura foi eleito deputado federal pelo Mato Grosso do Sul, sendo o deputado federal mais votado do estado.
Marcos Pollon é o fundador da Associação Nacional Movimento Pró Armas (AMPA), que atualmente é a maior associação armamentista do Brasil. Alguns dos objetivos principais da associação é a promoção de ações destinadas a garantir o direito dos cidadãos ao acesso legal, aquisição, posse e porte de armas de fogo e garantir o direito à legitima defesa.

## Biografia
Marcos Pollon é formado em Direito e possui especialização na área do agronegócio. Foi professor na Universidade Federal de Mato Grosso do Sul (UFMS), tendo começado a dar aulas em 2003. Atuou em pautas relacionadas ao agro e integrou a Comissão de Assuntos Agrários e Agronegócio da Ordem dos Advogados do seu estado.
Em 2005 fundou a Academia de Direito Processual e o Instituto Conservador do Mato Grosso do Sul. É militante pró-armamento, tendo idealizado e fundado a Associação Nacional Movimento Pró Armas em 2020. É amigo íntimo da família Bolsonaro e afirma ser "pró Deus, pró vida e pró-armas". O deputado federal Eduardo Bolsonaro (PL-SP) apoiou sua candidatura à deputado federal pelo estado do Mato Grosso do Sul, inclusive estando presente no lançamento dela. Nas eleições de 2022 Marcos Pollon em sua primeira candidatura, obteve a eleição como deputado federal, com 103.111 votos, sendo o candidato a deputado federal mais votado no Mato Grosso do Sul.
Em junho de 2023, Pollon assumiu a presidência estadual do PL. Em julho de 2024, depois de uma desavença em relação à aliança do PL com o PSDB, Pollon se lançou como pré-candidato à prefeitura de Campo Grande e foi destituído da presidência do partido no Estado.
PL 1904/24 e Punição a médicos
Em 2024, foi um dos deputados que apoiou a PL 1904/2024, que equipara o aborto após 22 semanas de gestação ao homicídio simples, e o proíbe inclusive em casos de gestações decorrentes de estupro, atualmente permitidas pela legislação. 
O PL se tornou polêmico por possivelmente trazer uma pena maior para as pessoas que abortassem, em caso de estupro, do que as penas do próprio estuprador. 
Em meio as Polêmicas da PL 1904, Pollon teve um projeto de lei de sua autoria apensado ao mesmo, que visa prender qualquer médico que realizar o aborto depois de 22 semanas, sendo que em casos de aborto consentido pela mulher, a pena para o médico seria de 5 e 12 anos. Em casos não consentidos, a prisão seria entre 8 e 18 anos, o que traria, novamente, penas maiores que as do estuprador, em casos de gestação proveniente de estupro, o que gerou polêmicas nas redes sociais.
Em discurso feito sobre o PL 3124/23, que regulamenta o uso do cordão para identificar pessoas autistas e atender psicossocialmente pais de pessoas com deficiência, o deputado em tribuna revelou que teve diagnóstico tardio de transtorno do espectro autista em 2024.